# DUCON
DUCON var en dansk radiofabrik, grundlagt af A. Jeppe Jensen i 1941 som producent af elektriske varmeovne. Efterhånden kom elektronik med, og man begyndte at producere grammofonmøbler under navnet DUCON. Den første radio kom i 1946. Radiogrammofonerne var forsynet med mekanik, herunder automatisk pladeskifter, fra det hollandske firma JOBOTON. Fjernsyn blev først fremstillet af andre firmaer, men fra 1958 kunne man tilbyde det første egenudviklede og -producerede fjernsyn. Man opgav at udvikle et farvefjernsyn og måtte standse produktionen i 1970.